# Strombad

Städtisches Strombad bei der Sophienbrücke

Städtisches Strombad – Innenansicht

Die Wiener Strombäder waren Badeschiffe, die ein möglichst gefahrloses Baden und Schwimmen ermöglichten. Die Mehrheit von ihnen war im Donaukanal stationiert. Durch das Badeschiff Wien wurde diese Idee unter privater Leitung neu aufgegriffen.

## Städtische Strombäder

### Strom-, Luft- und Sonnenbad Kuchelau
Das Strom-, Luft- und Sonnenbad Kuchelau im Kuchelauer Hafen beim Kahlenbergerdorf stand im Besitz der Stadt Wien und war das Vorbild für die späteren Strombäder im Donaukanal. Über einen schwimmenden Steg war es mit dem zwischen Donau und Hafenbecken gelegenen Badestrand verbunden.

### Geschichte der Städtischen Strombäder im Donaukanal
Um die überaus mangelhaften hygienischen Bedingungen in der Stadt zu verbessern, errichtete die Stadtverwaltung Volksbäder, die so genannten Tröpferlbäder. Dazu kamen vor allem im Bereich der Donau und der Alten Donau von der Stadt und von Privaten betriebene Schwimmbäder. Da diese allerdings vor allem von den westlichen Bezirken der Stadt aus nur schwer zu erreichen waren, stieg der Druck auf den Magistrat, auch im Donaukanal, der unterdessen durch die Errichtung der Hauptsammelkanäle weitgehend vor Verunreinigungen geschützt war, beziehungsweise im Wienfluss Bäder zu errichten.
Dies ließ allerdings die Verbauung der beiden Gewässer nicht zu. Die einzige Möglichkeit, diesem Drängen aus der Bevölkerung Folge zu leisten, war die Errichtung schwimmender Bäder, wofür die k.k. niederösterreichische Statthalterei in einem Erlass vom 28. Mai 1902 auch ihre prinzipielle Zustimmung erteilte.
Probleme bei der Ausführung des Vorhabens bereitete allerdings der Donaukanal selbst. Durch seine geringe Breite, die große Strömungsgeschwindigkeit und die zahlreichen relativ scharfen Kurven ließen sich nur wenige noch nicht anderwärtig genutzte Plätze zum Verankern von Badeschiffen finden, ohne die Schifffahrt im Kanal zu behindern. Da die Badegäste vor neugierigen Blicken geschützt werden sollten, sollten sich diese Liegeplätze darüber hinaus nicht allzu nahe an einer Brücke befinden.
Verschiedene Bedingungen, welche die Gemeinde Wien erfüllen sollte, waren der Anlass, dass der Gemeinderat sein Vorhaben, im Bereich der Nussdorfer Wehr- und Schleusenanlage ein erstes Strombad zu errichten, am 12. September 1902 vorläufig zurückzog, um weitere Verhandlungen führen zu können.
Mit Unterstützung durch die Donauregulierungskommission und die Erste Donau-Dampfschiffahrts-Gesellschaft erhielt die Stadt Wien schließlich im Oktober 1903 von der k.k. niederösterreichischen Statthalterei den wasserrechtlichen Konsens über die Errichtung von fünf Strombädern erteilt. Fixiert wurden darin unter anderem die Standorte
- unterhalb der Nussdorfer Wehr- und Schleusenanlage,
- am linken Kanalufer oberhalb der Augartenbrücke,
- am rechten Ufer unterhalb der Verbindungsbahnbrücke,
- oberhalb der Sophienbrücke und
- bei der Kaiser-Josefs-Brücke.

Die Errichtung von Badeschiffen im hart verbauten Abschnitt des Donaukanals wurde nicht genehmigt.
Zumindest für diese beiden ersten Strombäder wurden trotz dieser Standortauswahl zusätzliche Sicherheitsmaßnahmen vorgeschrieben. Für das städtische Strombad in Nussdorf musste ein Wechselstandplatz eingerichtet werden, so dass es – je nachdem, wo die Schifffahrt erfolgte – entweder am Ufer des Donaukanals oder der Donau stationiert werden konnte. Beim Badeschiff Sophienbrücke wiederum musste, da es in einem Bogen des Donaukanals den Schiffen die Sicht versperrte, ein Avisodienst eingerichtet werden, um das Zusammentreffen zweier Schiffe auf Höhe des Badeschiffes zu verhindern.
Um sowohl die technische Funktionalität der Strombäder als auch deren Akzeptanz durch die Bevölkerung zu erproben, aber auch aus finanziellen Gründen genehmigte der Gemeinderat am 4. Dezember 1903 zunächst nur die Errichtung zweier Badeschiffe für die Standorte Nussdorf und Sophienbrücke. Fertiggestellt werden sollten diese am 24. Mai 1904.
Die ursprüngliche Planung sah vor, beide Strombäder in Nussdorf, dem Standort des ersten Badeschiffes, zusammenzubauen und anschließend mittels eines Remorqueurs eines der beiden Schiffe zur Sophienbrücke zu verlegen. Da aber die Passage der Ferdinandsbrücke als zu riskant erkannt wurde, wurden in Nussdorf lediglich die beiden Schwimmkörper zusammengesetzt und zur Mündung des Wienflusses gebracht, wo das Bad ohne Behinderung der Schifffahrt fertig zusammengebaut werden konnte.
Der ursprünglich festgelegte Eröffnungstermin konnte nicht eingehalten werden. Trotzdem wurde vor allem das am 18. Juli 1904 in Betrieb genommene Strombad an der Sophienbrücke überaus rege in Anspruch genommen, so dass der Gemeinderat für die noch ausstehenden Badeschiffe eine Umplanung, durch die die neuen Strombäder zusätzliche Kapazitäten für den Besucherandrang erhielten, beschloss. Außerdem sollte das derzeit bei der Sophienbrücke befindliche Bad verlegt und durch eines der neu zu erbauenden ersetzt werden.
Um 1910 bestand die Absicht, ein weiteres Strombad bei der Brigittabrücke zu errichten. Allerdings scheint das Vorhaben dann doch nicht verwirklicht worden zu sein.
Das Strombad Nussdorf wurde 1918 um ein zwischen der Schleuse, dem Donaukanal und dem Bahndamm gelegenes Sonnen- und Luftbad mit Umkleidegelegenheiten, Dusch- und Sandplätzen erweitert. 1922 erhielt auch das 1921 von der Rotundenbrücke zwischen die Aspern- und die Schwedenbrücke verlegte Badeschiff auf der Vorkaifläche ein für Männer und Frauen gemeinsames Sonnen- und Luftbad. Die Quelle „Das neue Wien“ hinterlässt in diesem Punkt allerdings Unklarheiten, denn laut diesem befand sich das vierte der Strombäder im Donaukanal weiterhin bei der Rotundenbrücke.

### Besucherzahlen
Die beiden Strombäder in Nussdorf und bei der Sophienbrücke konnten erst später als geplant in Betrieb genommen werden und standen so im Jahr 1904 nicht während der gesamten Badesaison zur Verfügung. Trotzdem wurde das früher eröffnete Badeschiff bei der Sophienbrücke von 40.461 Badegästen aufgesucht.
Im Sommer 1908 nutzten 78.899 Badegäste, von denen rund 30 Prozent weiblich waren, die Strombäder bei der Kaiser-Josefs-Brücke, der Sophienbrücke und der Augartenbrücke.
Während des Winters 1908/1909 blieb das bei der Augartenbrücke befindliche Strombad geöffnet. Zwischen Mitte September und Ende Dezember 1908 badeten rund 1.300 Badegäste im kalten Wasser. Beheizt wurden dafür die Umkleidekabinen.

### Tarif
Für die beiden neuen Bäder wurde vom Gemeinderat am 17. Mai 1904 sowohl eine Badeordnung als auch der Tarif für die Eintrittspreise beschlossen.
- Erwachsene, 1. Klasse: 70 Heller (inklusive Wäsche)
- Erwachsene, 2. Klasse: 30 Heller (inklusive Wäsche)
- Kinder, 1. Klasse: 40 Heller
- Kinder, 2. Klasse: 20 Heller
- Der Tarif sah auch die Ausgabe von Jahreskarten vor.

Auf Anregung des damaligen Magistratsdirektors Richard Weiskirchner wurde nach Beratungen mit dem Schulrat und dem Stadtphysikat vom Gemeinderat die Ausgabe von 9.000 Freikarten für das Strombad Nussdorf und weiteren 3.000 für das Strombad Sophienbrücke genehmigt. Außerdem erhielten alle Schüler der Wiener Volks-, Bürger-, Gewerbe- und Mittelschulen, die bereits größer als 1,3 Meter waren, bei Altersnachweis Eintrittskarten entsprechend dem Kindertarif. Eine Ausweitung dieser Aktion war mit der Inbetriebnahme weiterer Bäder vorgesehen.

### Ausstattung

Städtisches Strombad – Querschnitt

Die beiden ersten Badeschiffe verfügten über eine Länge von 50 Metern und eine Breite von 10 Metern. Getragen wurden sie von zwei röhrenförmigen Schwimmkörpern mit 1,5 Metern Durchmesser aus Stahlblech, die innen mit Winkeleisen verstärkt und in Abständen von 5 bis 6 Metern mit dichten Querwänden mit Mannlöchern unterteilt wurden. Montiert waren diese Schwimmkörper so, dass sich zwischen ihnen eine lichte Weite von 6,3 Metern für die Schwimmkörbe ergab.
Vom Ufer aus waren die Badeschiffe über einen Steg zu erreichen, der die Besucher zunächst in einen gedeckten Vorraum mit den Kassen und den Zugängen zu den Abteilungen für die Männer und für die Frauen führte.
Aus Platzgründen konnten an den Längsseiten nur Garderobekästchen für Badegäste der 2. Klasse errichtet werden. An den Querseiten wurden die Umkleidekabinen für die 1. Klasse platziert.
Die Herrenabteilung verfügte über 12 Kabinen und 80 Kästchen, ein Pissoir mit Ölsiphon, einen Abort mit Wasserspülung und Duschen. Das WC, die Duschen und die Trinkwasserleitungen wurden mit Hochquellenwasser versorgt. Der aus Stahl gefertigte und heb- und senkbar konstruierte Schwimmkorb war 16,6 Meter lang und bei einer Breite von 5,7 Meter 1,5 Meter tief.
Die Damenabteilung bot für 60 Kästchen und wegen des Entfalls des Pissoirs Platz für 13 Kabinen. Der Badekorb war 12,4 Meter lang, 5,7 Meter breit und 1,5 Meter tief. So wie auch in der Herrenabteilung war hier an der Schmalseite des Schwimmkorbs ein 1,3 Meter breiter Streifen als Kinderbecken abgeteilt. Die Toilette dieser Abteilung musste als Torfmull-Streuklosett mit einem Sammelbehälter, welcher vom Ufer aus ausgepumpt werden konnte, ausgeführt werden.
Die Herstellungskosten für ein derartiges Badeschiff betrugen rund 48.000 Kronen. Dazu kamen noch weitere rund 6.000 Kronen für die Wäsche. Die Konstruktionspläne wurden in der Abteilung von Baurat Karl Haubfleisch im Wiener Stadtbauamt von Ingenieur Johann Bischanka erstellt, der auch bei allen vier Strombädern die Bauaufsicht führte. Der städtische Architekt Leopold Eber war für die architektonische Ausgestaltung des Bades zuständig. Errichtet wurden die beiden Badeschiffe von der Wiener Firma A. Kroi, welche den Zimmermeister Johann Sulzbacher für die Aufbauten und den Eisenkonstrukteur Albin Ogris für die Badekörbe als Subunternehmer beschäftigte. Mit der Installation der Wasserleitungen und Klosettanlage war J. Med beschäftigt. Rieker & Co lieferte die Wäschestoffe, aus denen die Erste Wiener Produktiv-Genossenschaft für Frauenhandarbeit die für die Bäder notwendige Wäsche fertigte. Die Reinigung der benutzten Wäsche erfolgte in der Dampfwäscherei des städtischen Donaubades bei der heutigen Reichsbrücke.
Die für das Jahr 1905 bestellten Strombäder wurden um insgesamt 13 Meter verlängert. Das Männerbad wurde auf eine Gesamtlänge von 24 Meter und das Frauenbad auf 16 Meter vergrößert. Die Badekörbe verlängerten sich dadurch um 9 beziehungsweise 4 Meter. Insgesamt boten die neuen Badeschiffe Platz für nunmehr 365 Personen. Wegen dieser gestiegenen Belastung wurden die Tragrohre auf einen Durchmesser von 1,6 Meter vergrößert.
Die Tragrohre und die Schwimmkörbe der beiden neuen Badeschiffe wurden von der Allgemeinen österreichischen Baugesellschaft in ihrer Werft in Linz angefertigt. Die Holzkonstruktion der Aufbauten wurden von Johann Sulzbacher und Johann Tröster angefertigt.

## Badeschiff Wien

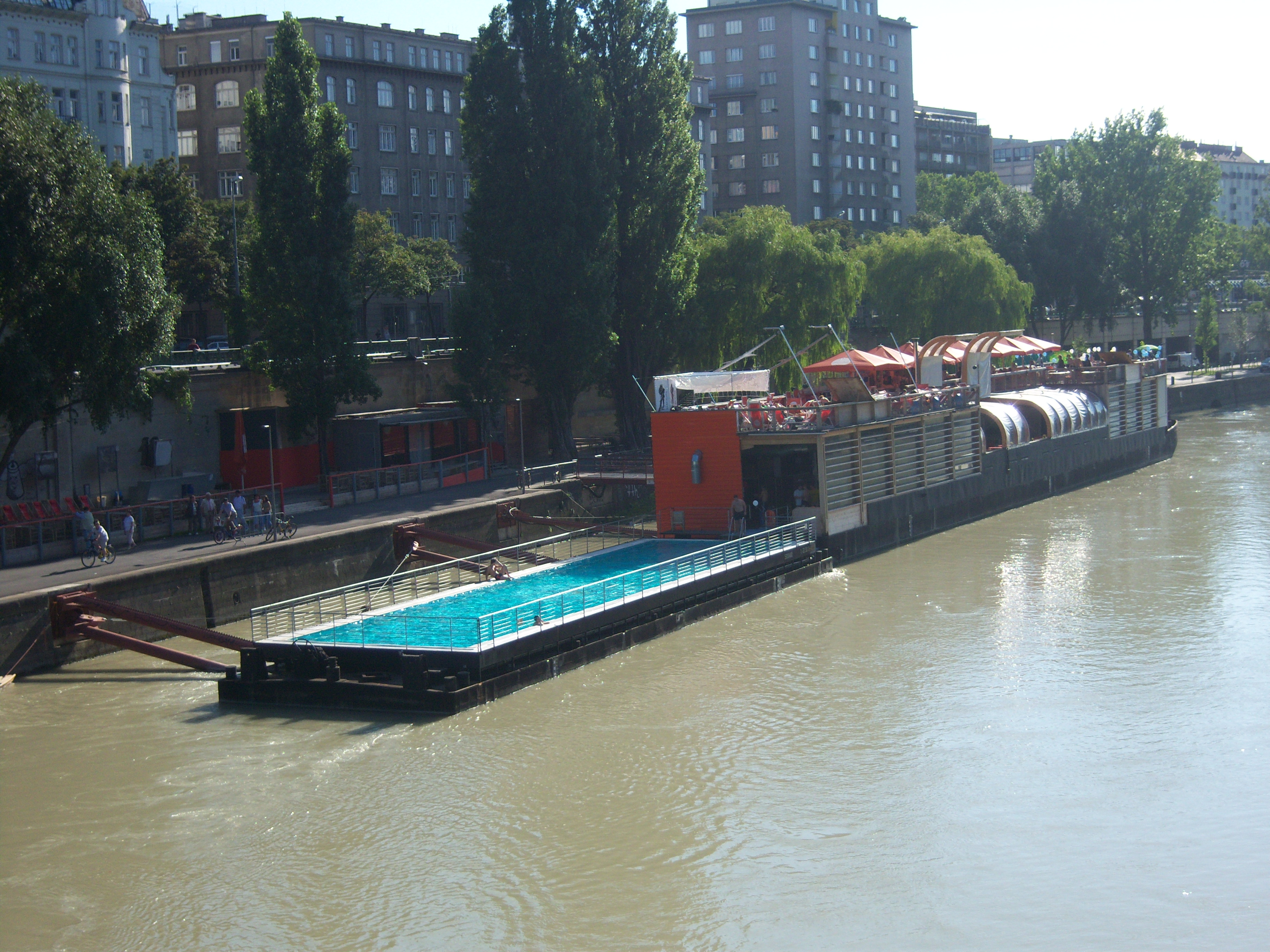
Badeschiff Wien aus Richtung Aspernbrücke …

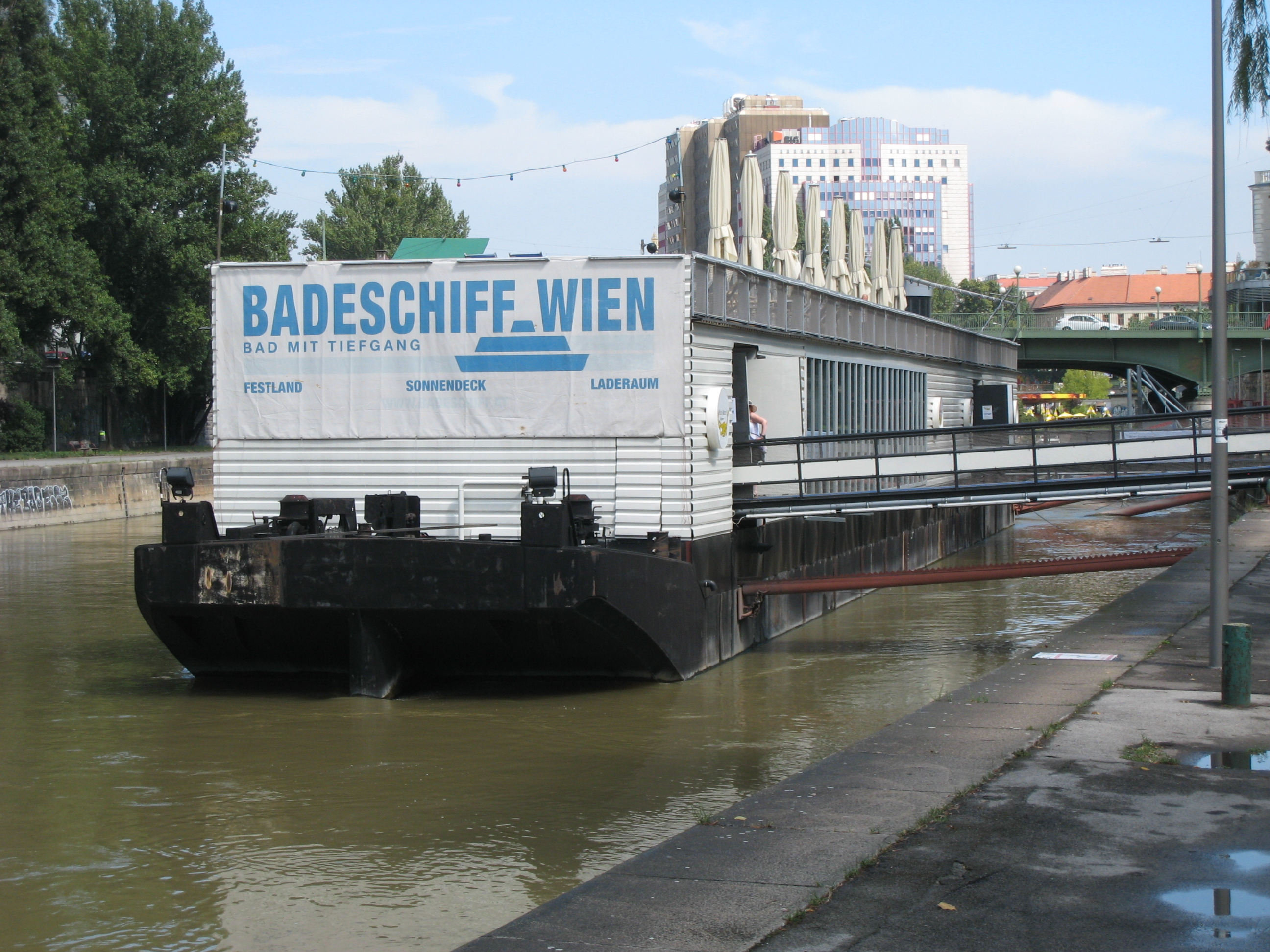
… und vom Franz-Josefs-Kai

Das aktuell bestehende Badeschiff Wien besteht aus zwei umgebauten Frachtkähnen, von denen einer das 189 Quadratmeter große und 1,6 Meter tiefe und mit Hochquellwasser gefüllte Schwimmbecken trägt und der zweite neben der Gastronomie auch den so genannten „Laderaum“ für Veranstaltungen.
Die Eröffnung des Badeschiffs Wien erfolgte am 12. Juli 2006.
Das Badeschiff Wien gilt als erfolgreiches Projekt bei den Bemühungen, den Nahbereich des Donaukanals zu attraktivieren.
Das Badeschiff Wien hat 2018 für das Projekt "Special Gastronomics" den Wiener Inklusionspreis gewonnen.